# 臺北市流浪貓保護協會
臺北市流浪貓保護協會（英語：Taipei Stray Cats Protection Association，SCPA）是臺灣臺北市的一個動物保護組織，成立於2006年12月17日。為臺北市首個以保護貓咪為主的民間團體，致力於推廣正確養貓觀念及流浪貓結紮，每年大約為八百隻左右的貓咪結紮。
該協會創始人崔智映為韓國人，最初是來臺灣就讀政治大學，後來便開始救助流浪貓。到後來她辭掉了高薪工作，全力投入臺北市流浪貓保護協會的相關事務。
該協會的總部和送養／認養中心位於臺北市信義路；該處同時也與崔智映開設的「肥貓寵物美容用品店」共用同一空間，然而二者的帳目是分開的。
臺北市流浪貓保護協會於2007年10月設立貓咪送養中心，2010年設立附屬貓醫院，2014年推出「老貓安寧計劃」；每年亦會定期發行公益桌曆。
王心如、陳璽安等藝人都曾擔任過臺北市流浪貓保護協會的代言人。王心如飼養的兩隻貓「Woona」和「斑斑」都是從臺北市流浪貓保護協會認養的，2011年她還宣佈將新書《愛貓如我》的50％版稅捐給該協會。

## 相關爭議
2016年2月1日，臺北市流浪貓保護協會失火，在協會人員及消防隊的幫助下很快便撲滅火勢，但現場仍有數十貓狗傷亡。事後有人在PTT上發文聲稱臺北市流浪貓保護協會的地下室藏著60隻貴賓犬、有部分甚被割掉聲帶，質疑該協會有非法繁殖的行為。但有協會志工隨即出面替理事長崔智映澄清，表明這是扭曲事實；臺北市流浪貓保護協會則表示地下室的犬隻為崔智映所有，與協會無關聯；而崔智映則澄清說那些犬隻都是自己購買、領養或搶救來的，也有自行培育的，以當作寵物美容的練習犬，其中個別犬隻被割除聲帶絕非她所為、而是取得時本已如此。臺北市動保處調查後就無照繁殖部分對崔智映開罰5萬元，至於犬隻遭割聲帶部分則函送臺北地檢署偵辦；同年4月，檢方認定罪嫌不足，予以不起訴處分。

## 外部連結
- 官方网站
- 臺北市流浪貓保護協會的Facebook專頁
- YouTube上的臺北市流浪貓保護協會頻道